# Обикновена ирга
Обикновената ирга (Amelanchier ovalis) е храст от семейство розови висок до 3 m, а клонките му са с дребни кръгли лещанки. Листата му в началото са овласени от долната си страна, а впоследствие - голи. Цветовете са бели, жълтобели или розови и са събрани във връхни гроздовидни съцветия. Чашелистчетата се запазват при узряването на плодовете. Плодът е черен, сферичен със синкав налеп. Растението се намира до надморска височина 1600 m предимно по южни склонове.
- Общ вид
- Плодове